# Museu Ferroviário de Macinhata do Vouga

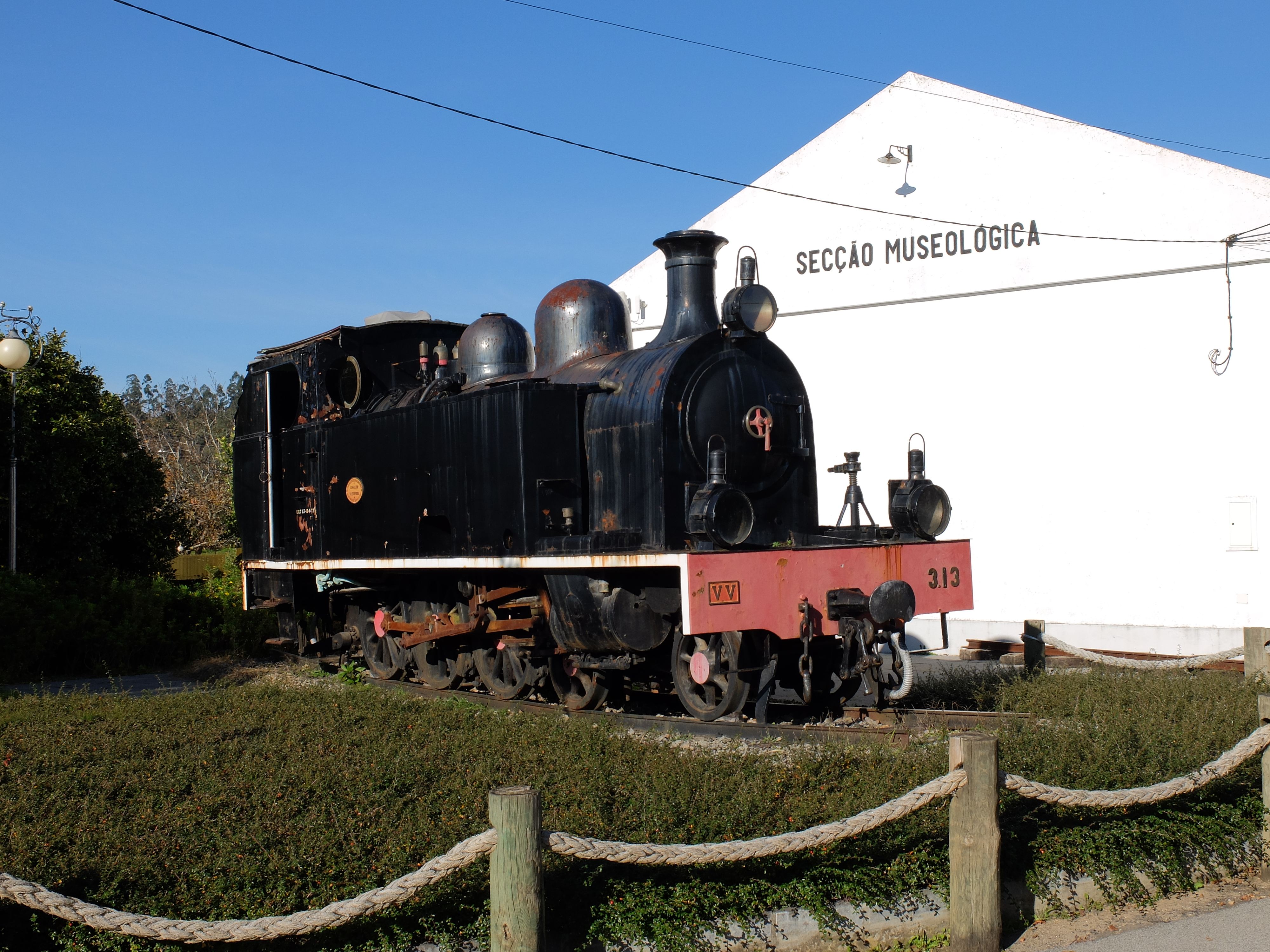
Museu Ferroviário de Macinhata do Vouga

O Espaço Museológico de Macinhata do Vouga encontra-se situado na estação com o mesmo nome, no Ramal de Aveiro (da Linha do Vouga) em Águeda. Ocupa antigas instalações adaptadas para o efeito.

## Espólio
- Locomotiva E 97 (1913)
- Locomotiva CN 7 (1904)
- Locomotiva VV 22 (1925)
- Locomotiva N 2 (1889)
- Locomotiva CN 16 (1886)
- Locomotiva VV 13 (1908)

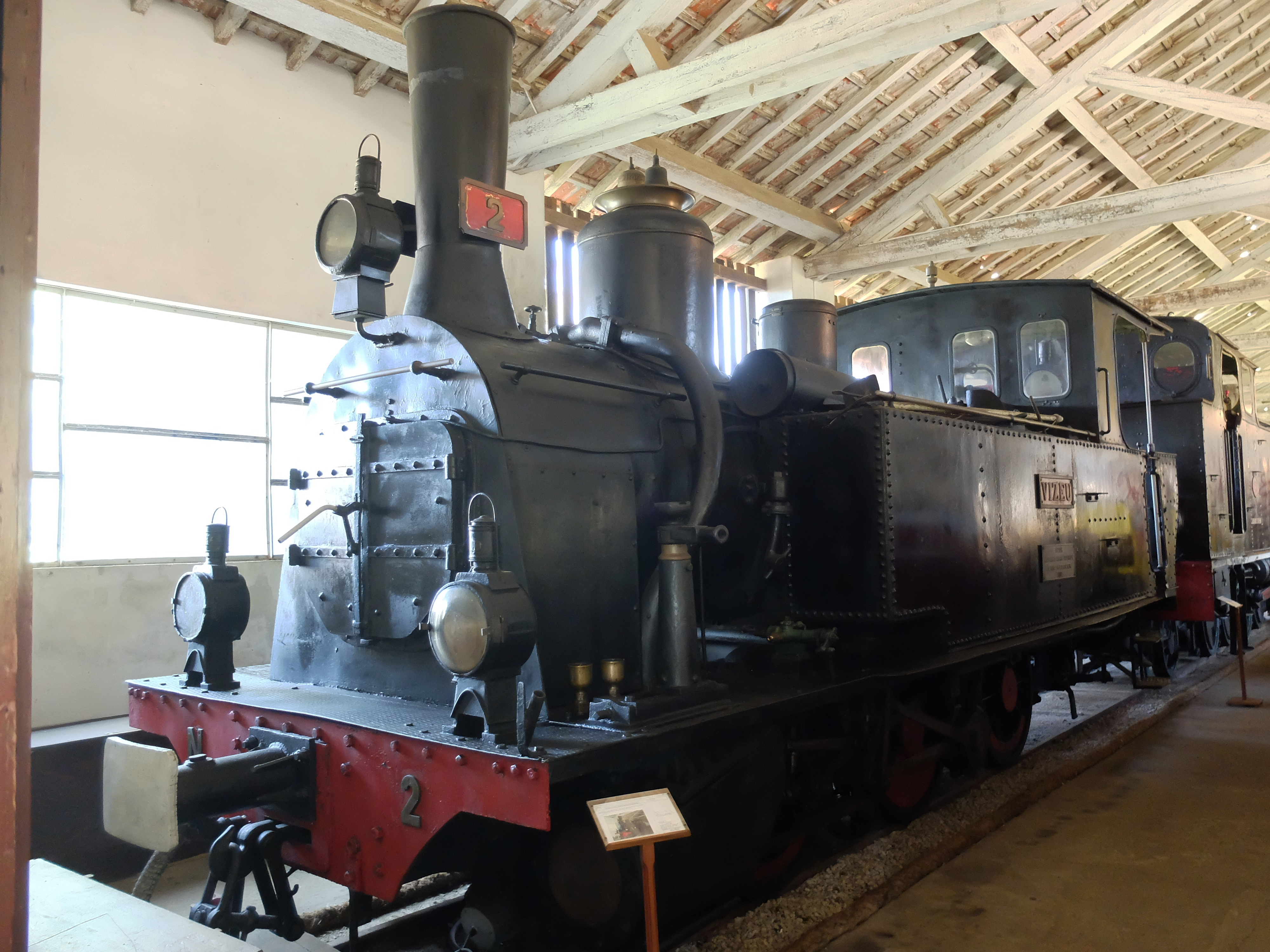
N 2 (Linha do Dão)

- Automotoras ME 51 e ME 53 (1940-1941)
- Carruagem Cyfv 252 (1942)
- Salão pagador SE 401 (1914)
- Vagão 5398100
- Ambulância postal APeyf 23 (1954)
- Furgão DFfv 255 (1899 ou 1908)
- Locomotiva vapor PPF 16
- Vagão de bordas baixas 539802
- Dresine de inspecção fechada DIE 3
- Quadriciclo motorizado
- Vagoneta (Zorra)